# تشارلز أ. مور
تشارلز أ. مور (بالإنجليزية: Charles Alexander Moore)‏ هو فيلسوف أمريكي، ولد في 11 مارس 1901 في شيكاغو في الولايات المتحدة، وتوفي في 1 أبريل 1967 في هونولولو في الولايات المتحدة.